# Maria Bird-Browne
Maria Vanessa Bird-Browne, née en 1991, est une femme politique d'Antigua-et-Barbuda, Ministre du Logement, des Affaires foncières et du Renouvellement urbain et Secrétaire d’Etat au sein du ministère des Affaires juridiques, de la Sécurité publique et du Travail.
En 2018, à l’âge de 26 ans, elle a été élue membre de la Chambre des représentants au Parlement d'Antigua-et-Barbuda est devenue la plus jeune parlementaire de l'histoire de son pays,,.

## Biographie
Maria Bird est née en 1991 dans la famille de Purcell et Zandra Bird. Son grand-père paternel, Vere Bird, fut le premier Premier ministre d'Antigua-et-Barbuda de 1981 à 1994 et est considéré comme le père de la nation. Son oncle est Lester Bird, qui a été premier ministre d'Antigua-et-Barbuda de 1994 à 2004.
En 2019, Maria Bird-Browne a obtenu un baccalauréat en droit à l'Université d'Arden au Royaume-Uni.

## Carrière politique
Lors des élections générales d'Antigua de 2018, Maria Bird-Browne s'est présentée pour comme candidate du Parti travailliste d'Antigua-et-Barbuda pour le siège de St. John's Rural East, qui était auparavant détenu par son oncle Lester Bird. L’ancien Premier ministre l’a approuvée comme son successeur. Elle a remporté les élections, devenant ainsi la plus jeune membre du Parlement d'Antigua-et-Barbuda. Elle était également la plus jeune femme députée du Commonwealth à cette époque.
Après avoir pris ses fonctions en mars 2018, Bird-Browne a été nommé Ministre du Logement, des Affaires foncières et du Renouvellement urbain, ainsi que ministre adjoint au ministère des Affaires juridiques, de la Sécurité publique et du Travail. Durant son mandat, elle s'est concentrée sur le logement et les infrastructures sur les îles,.
Elle et son mari, l'actuel Premier ministre d'Antigua-et-Barbuda Gaston Browne, sont devenus en 2018 le premier couple mari et femme à siéger ensemble au Parlement.

## Vie privée

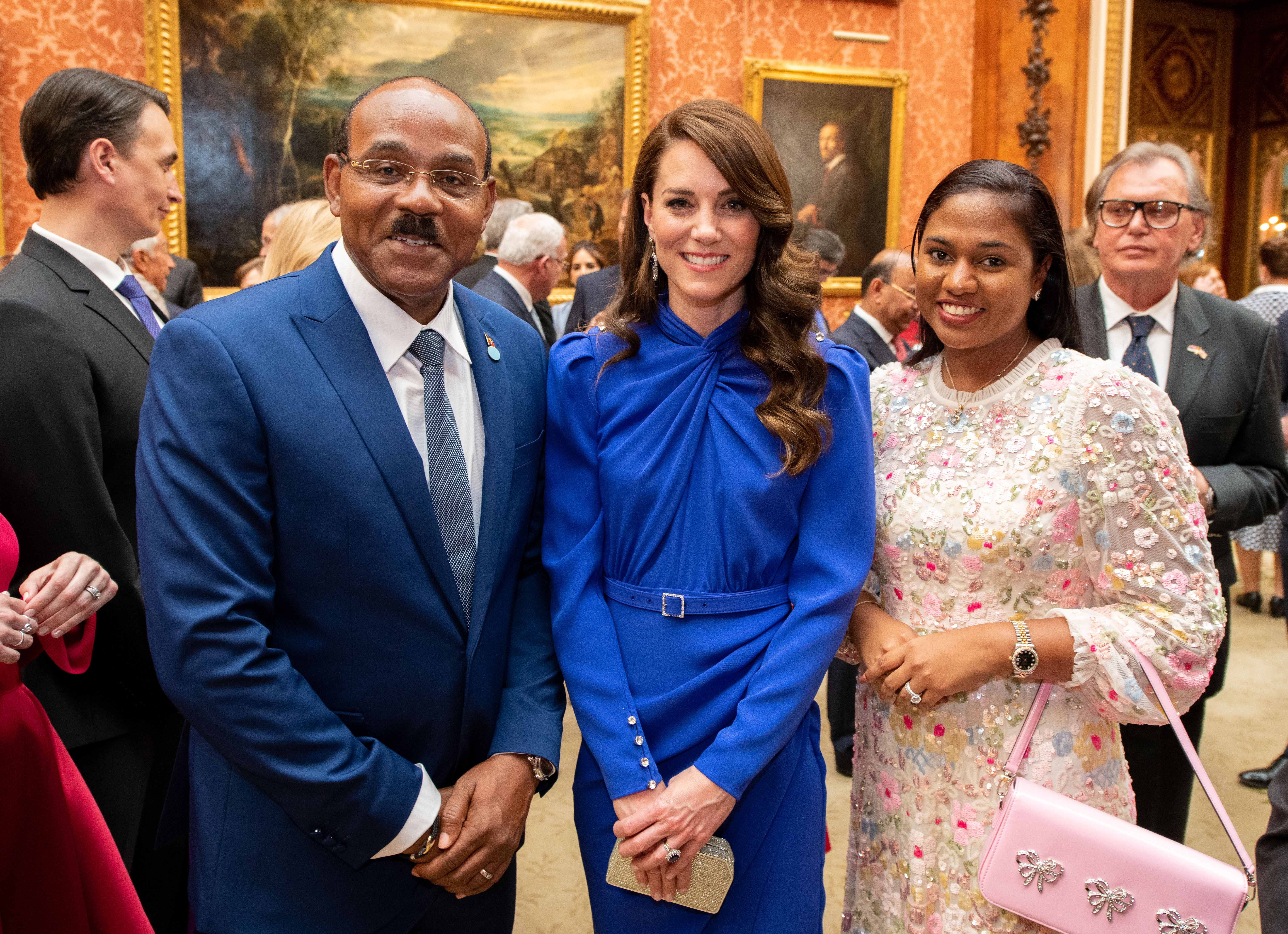
Maria Bird-Browne et son mari Gaston Browne avec Catherine, princesse de Galles au palais de Buckingham, mai 2023

Depuis 2013, Maria Bird-Browne est mariée à Gaston Browne, Premier ministre d'Antigua-et-Barbuda. Le couple a deux enfants: un fils, Prince Gaston Browne, et une fille, Peace-Marie Xandra Browne (née le 18 septembre 2020,). Gaston Browne a trois enfants de son mariage précédent,.